# Histiogaster
Histiogaster — рід кліщів родини борошняних кліщів (Acaridae). Рід майже космополітичний (за винятком Антарктиди). 

## Види
- Histiogaster bacchus Zachvatkin, 1941
- Histiogaster carpio (Kramer, 1882)
- Histiogaster ocellata Vitzthum, 1926
- Histiogaster silenus Zachvatkin, 1941